# 安化风雨桥
安化风雨桥分布在湖南省益阳市安化县境内的十七个乡镇，由二十九座风雨桥组成。其中永锡桥、思贤桥、马渡桥、十义桥、燕子桥、仙牛石桥、复古桥保存较好。2013年3月，中国国务院公布其中十一座为第七批全国重点文物保护单位（古建筑）。